# Ленське (Туринський міський округ)
Ле́нське (рос. Ленское) — село у складі Туринського міського округу Свердловської області.
Населення — 661 особа (2010, 852 у 2002).
Національний склад населення станом на 2002 рік: росіяни — 97 %.